# Гваделупе (телесериал, 1984)
Гваделу́пе (исп. Guadalupe) — мексиканская 200-серийная мелодрама 1984 года производства Televisa. Спустя 9 лет, в 1993 году телекомпания Telemundo выпустила ремейк с Аделой Норьегой и Эдуардо Яньесом в главных ролях. Ремейк 1993 года был показан в РФ 1997 году на первоначальном канале 2х2, затем на сменившем его канале «ТВ Центр».

## Сюжет
Гваделупе — молодая и скромная девушка, которая приехала в Мехико в поисках работы из-за смерти своей матери. Она устроилась прислугой в богатой семье Перейра, в составе которой Дон Леопольдо, Росария, Карлос, Луисита, Тереса и Франсиско Хавьер. Луисита и Тереса сочувствуют девушке, а вот Карлос презирает и унижает её, но больше всех увлёкся ею Франсиско Хавьер, и они полюбили друг друга.

## Создатели телесериала

### В ролях
- Альма Дельфина — Гваделупе
- Хайме Гарса — Франсиско Хавьер Перейра/Рауль Перейра
- Ребека Рамбаль — Эльвира Перейра
- Ана Сильвия Гарса — Тереса Перейра
- Оскар Морелли — Дон Леопольдо Перейра
- Хули Фурлонг — Сара
- Эльса Карденас — Леонор
- Клаудио Баэс
- Демиан Бичир — Антонио "Тоньо" Перейра
- Алехандро Томмаси
- Хосефина Эскобедо — Эрминия
- Рубен Рохо
- Аурора Молина — Руфина
- Магда Карина — Росарио "Чайо" Перейра
- Наилия Норвинд — Нани
- Сильвия Суарес — Донья Росария Перейра
- Наэльи Сальдивар — Луисита Перейра
- Хосе Роберто Хилл — Херардо Борболья
- Флор Трухильо — Аурора
- Херардо Пас — Педро
- Эльвира Мгонсель — Иоланда
- Кармен Белен Ричардсон — Доминга
- Порфирио Бас — Карлос Перейра
- Кристина Пеньялвер — Марисоль
- Кристофер Лаго — Артурито
- Мануэль Саваль — Роберто
- Антонио Брильяс — Падре Флоренсит
- Эухенио Кобо — доктор
- Родольфо Онето — "Франсиско "Пакито" Перейра"

### Административная группа
- оригинальный текст: Абель Сантакрус
- адаптация: Мария Антониэта Сааведра, Карлос Ромеро
- музыкальная тема заставки: Guadalupe
- ассоциированный продюсер: Эухенио Кобо
- оператор-постановщик: Мануэль Руис Эспарса
- режиссёр-постановщик: Рафаэль Банкельс
- продюсер: Валентин Пимштейн

## Награды и премии

### TVyNovelas(2 из 4)
| Номинация              | Персона         | Итоги премии |
| ---------------------- | --------------- | ------------ |
| Лучшая злодейка        | Ребека Рамбаль  | ПОБЕДА       |
| Лучшая молодая актриса | Альма Дельфина  | проигрыш     |
| Лучший молодой актёр   | Хайме Гарса     | проигрыш     |
| Лучшая детская актриса | Наэли Сальдивар | ПОБЕДА       |